# Fuchsia magellanica
Fuchsia magellanica is een winterharde fuchsia en komt voor in het gematigd klimaat van zuidelijk Argentinië en Chili tot de Straat van Magelhaen. De plant werd in 1788 meegebracht naar Europa door Joseph Banks en is nu verspreid in tuinen over de hele wereld via kwekerijen.

## Beschrijving
Deze vaste plant groeit tot 3 m hoog en breed in een vorstvrij klimaat en tot 2 m hoog waar ze wel kan invriezen.
De plant bloeit uitbundig gedurende een lange periode, meestal van juni tot de nachtvorst intreedt. De fijne bloemen hangen alleen of in paren aan tamelijk lange stelen vanuit de bladoksels. Ze zijn buisvormig met rood en purper. Sommige cultivars bloeien in diverse schakeringen van roze tot blauw, sommige zelfs wit. Het is een variabele soort die geleid heeft tot meerdere variëteiten.
De bessen zijn langwerpig en worden zwart na rijping.

## Cultuur
De plant komt voor in vochtig kreupelhout en langs bosranden, meestal in de buurt van water.
Fuchsia magellanica met zijn variëteiten en kruisingen wordt veelvuldig als een sierplant gehouden. Ze worden toegepast in gematigde en subtropische klimaten als tuinplant en zelfs als potplant.
Vergeleken met andere fuchsia’s zijn ze vrij wintervast. Bij lichte vorst is er nauwelijks schade. Bij strenge vorst vriezen ze in maar lopen in de lente aan de voet weer uit. Snoeien wordt goed verdragen maar gebeurt best in het voorjaar. In de subtropen wordt vaak haagsnoei toegepast.
... · 
F. arborescens · 
F. ×bacillaris · 
F. boliviana · 
F. excorticata · 
F. jimenezii · 
F. lycioides · 
F. magellanica · 
F. nigricans · 
F. pachyrrhiza · 
F. procumbens · 
F. simplicicaulis · 
F. splendens · 
F. tilletiana · 
...